# Petersville
Petersville é uma Região censo-designada localizada no estado americano de Alasca, no Distrito de Matanuska-Susitna.

## Demografia
Segundo o censo americano de 2000, a sua população era de 27 habitantes.

## Geografia
De acordo com o United States Census Bureau, a localidade tem uma área de 920,4 km², dos quais 917,0 km² cobertos por terra e 3,4 km² cobertos por água.

## Localidades na vizinhança
O diagrama seguinte representa as localidades num raio de 64 km ao redor de Petersville.